# Consulat général d'Haïti à Pointe-à-Pitre
Le consulat général d'Haïti à Pointe-à-Pitre est une représentation consulaire de la République d'Haïti en France. Il est situé rue Shoelcher, à Pointe-à-Pitre, en Guadeloupe.